# SN 1982H
SN 1982H – niepotwierdzona supernowa odkryta 30 maja 1982 roku w galaktyce A225900-4037. W momencie odkrycia miała maksymalną jasność 18,00m.